# Olesicampe obscura
Olesicampe obscura là một loài tò vò trong họ Ichneumonidae.